# Tommaso Maurizio Richeri
Tommaso Maurizio Richeri (La Morra, 7 gennaio 1733 – Torino, 8 luglio 1797) è stato un giurista italiano.

## Biografia
Laureato in Giurisprudenza all'Università di Torino e successivamente insegnante di diritto, diviene famoso per la sua opera principale, intitolata Universa civilis et criminalis iurisprudentia iuxta seriem institutionum ex naturali et romano iure deprompta et ad usum fori perpetuo accomodata, poderoso trattato in dodici volumi pubblicato a Torino negli anni 1774-1782. Tale opera è unanimemente considerata di fondamentale importanza per la conoscenza del diritto comune, di cui costituisce una summa conclusiva nella sua ultima evoluzione, poco prima che esso fosse abrogato per effetto dell'introduzione del codice napoleonico.
L'importanza di questa sua opera fu tale che essa fu più volte ristampata, quanto meno fino al 1841. Altre sue opere importanti, anche se di minore diffusione, sono: Codex rerum in pedemontano senatu iudicatarum, in tre volumi e Institutiones universae civilis et criminalis iurisprudentiae ad ius romanum et fori usum exactae, quibus accedit tractatus de feudis.